# Warstein
Warstein is een stadje en gemeente in de Duitse deelstaat Noordrijn-Westfalen, gelegen in de Kreis Soest. De stad telt, met inbegrip van de omliggende stadsdelen, 24.520 inwoners (31 december 2020) op een oppervlakte van 157,91 km².

## Plaatsen in de gemeente Warstein

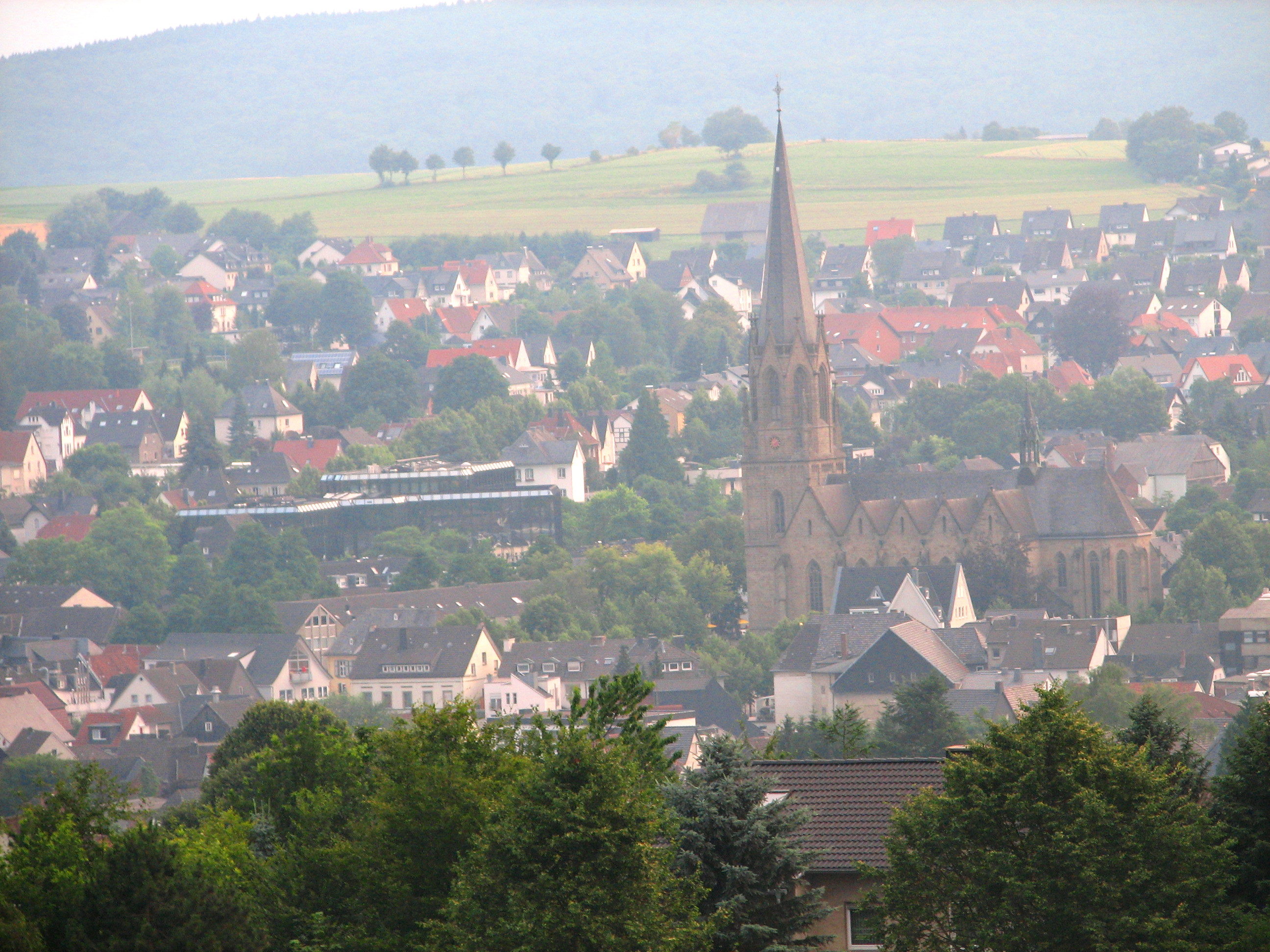
Zicht op Warstein
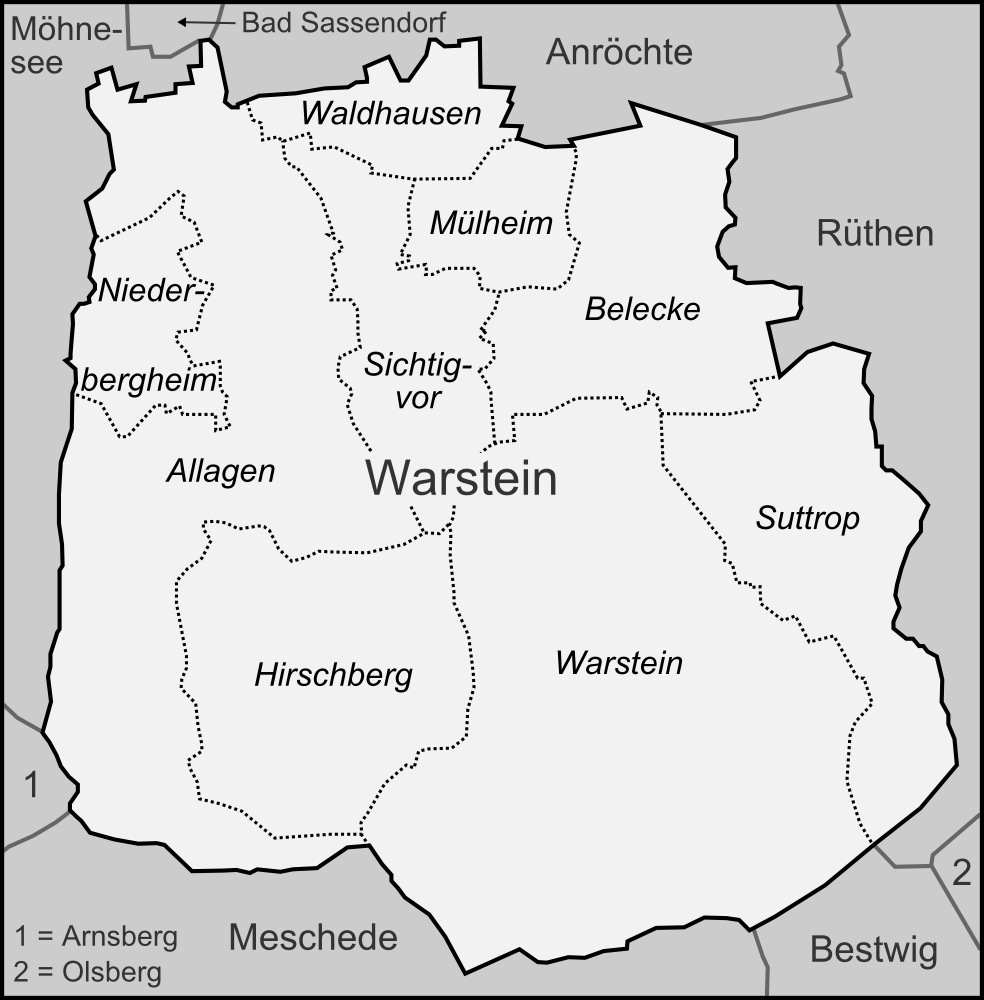
Situering van de Ortsteile.
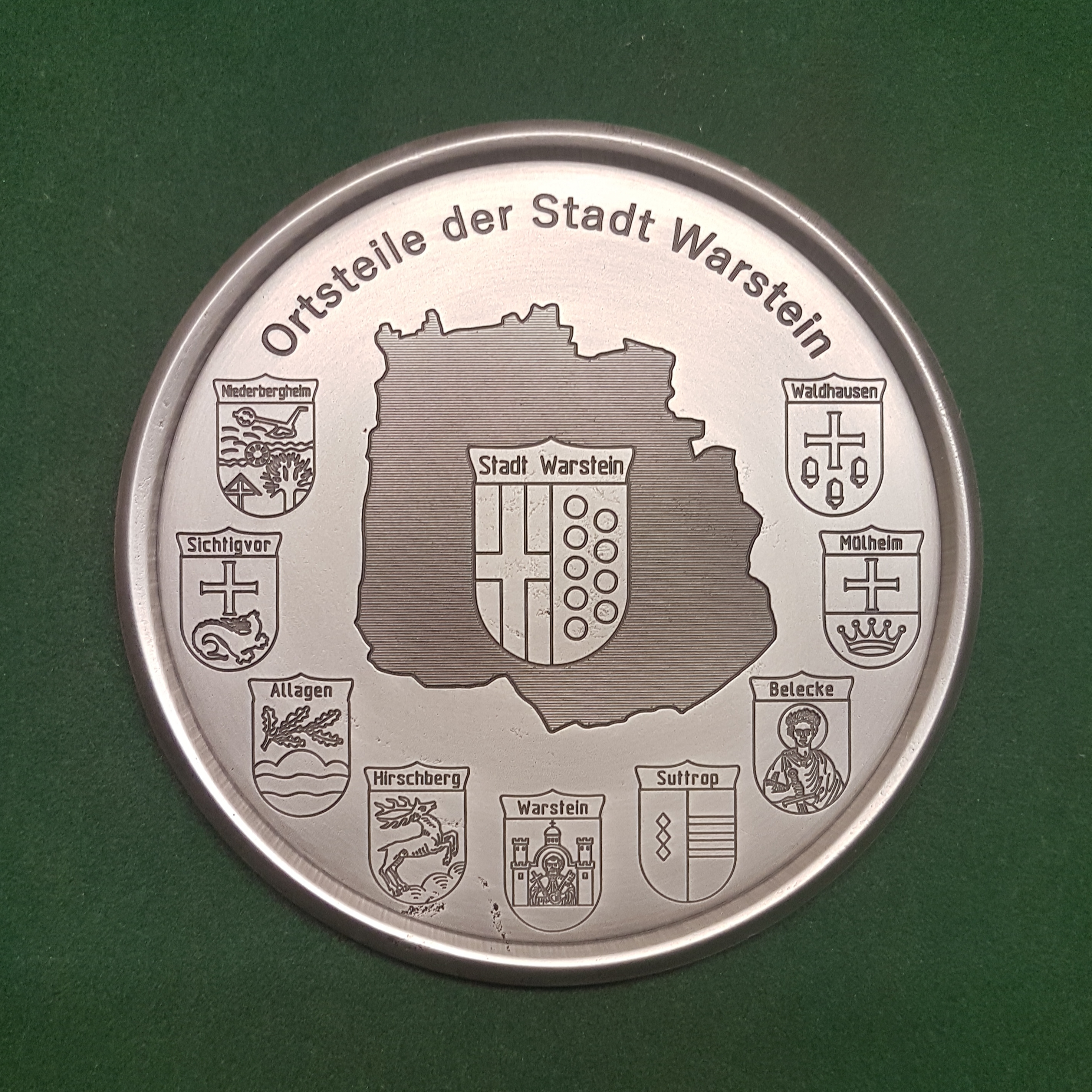
wapens van deze gemeentedelen

| - Allagen - Belecke - Hirschberg | - Mülheim - Niederbergheim - Sichtigvor | - Suttrop - Waldhausen - Warstein (centrum) |

## Ligging, verkeer, vervoer
Warstein ligt op 30 km ten zuidoosten van Soest, in het noordelijke Sauerland.
De stad ligt aan een spoorlijntje naar Lippstadt. Hieroverheen rijden alleen goederentreinen.
De hoofdverkeersader van de stad is de Bundesstraße 55. In noordelijke richting loopt deze naar Belecke ( 6 km) en dan 12 km verder, langs Anröchte, naar afrit 58 van de Autobahn A44. In zuidelijke richting loopt de B 55 tien km naar Meschede (afrit 70 van de A46).
Een tien km lange zijweg loopt van Warstein naar de B 516 in Rüthen.

## Geschiedenis
Op de plek, waar het huidige  Warstein ligt, woonden in de prehistorie al mensen, o.a. in en om de bij stadsdeel Hirschberg beschreven  grot, de Bilsteiner Höhle.
In de 14e eeuw ontstond het huidige stadje rondom kleine ijzerertsmijnen en de op de heuveltop (Stadtberg) gelegen kerk ( de huidige Alte Kirche). Iets ten westen lag eerder al een nederzetting, die eerst Warstein, later Altenwarstein heette. Het stadje kende tot het midden van de 19e eeuw enige bloei door de ijzerertswinning en door de mogelijkheid om het ijzer meteen te smeden tot allerlei producten. Er zijn immers beken, waarop door waterkracht aangedreven hamermolens konden bestaan, en er is voldoende bos, dus brandhout voor de smidsovens. Ook werd het hout naar elders uitgevoerd. Zo kon Warstein zelfs geruime tijd lid zijn van de Hanze.
Rond 1850 verplaatste zich de metaalindustrie naar het Ruhrgebied. Warstein, waar ook nog in 1848/1849 sociale onrust onder de arbeiders voorkwam, nam in inwonertal af. Enkele kleine gespecialiseerde metaalbedrijven bleven er wel bestaan, evenals de in het midden van de 18e eeuw opgerichte, steeds belangrijker geworden bierbrouwerij.
In 1802 werd de oude stad geteisterd door een grote stadsbrand. Een paar honderd meter verderop verrees in de loop van de 19e eeuw  rondom de nieuwe Pancratiuskerk een nieuw stadshart.
De vestiging in 1911  van wat toen een krankzinnigengesticht (zie hieronder) heette, deed de werkgelegenheid weer stijgen.
In 1944 vestigden de nazi's de divisie-staf van het V2-programma in Suttrop ten noordoosten van Warstein.
Van 21 tot 23 maart 1945 vond in Warstein en omgeving een door o.a. de SS uitgevoerde massamoord op vooral Russische dwangarbeiders plaats. In Eversberg bij Meschede en in de omgeving van Warstein vielen hierbij 208 doden.
Na de oorlog, in 1957-1958, vond in een casino in de stad, dat in die tijd als stadhuis fungeerde, een groot proces tegen de daders plaats. Een van de drie hoofddaders, de bevelhebber, SS-Obergruppenführer Hans Kammler, had al in 1945 zelfmoord gepleegd; de twee anderen kwamen er, mede door ontoereikende juridische mogelijkheden om hoge straffen op te leggen en door bewijsvoeringsproblemen, met relatief lichte straffen van af.
In 2013 brak, wellicht door de aanwezigheid van verontreinigd afvalwater van de brouwerij, in Warstein de grootste uitbraak van legionella-besmetting van Duitsland uit. Meer dan 100 mensen werden ziek, drie overleden er aan deze zgn. veteranenziekte.

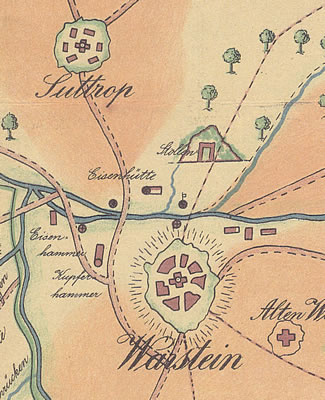
Kaart uit 1630: met open "mond" van de ijzerertsmijn en de Stadtberg
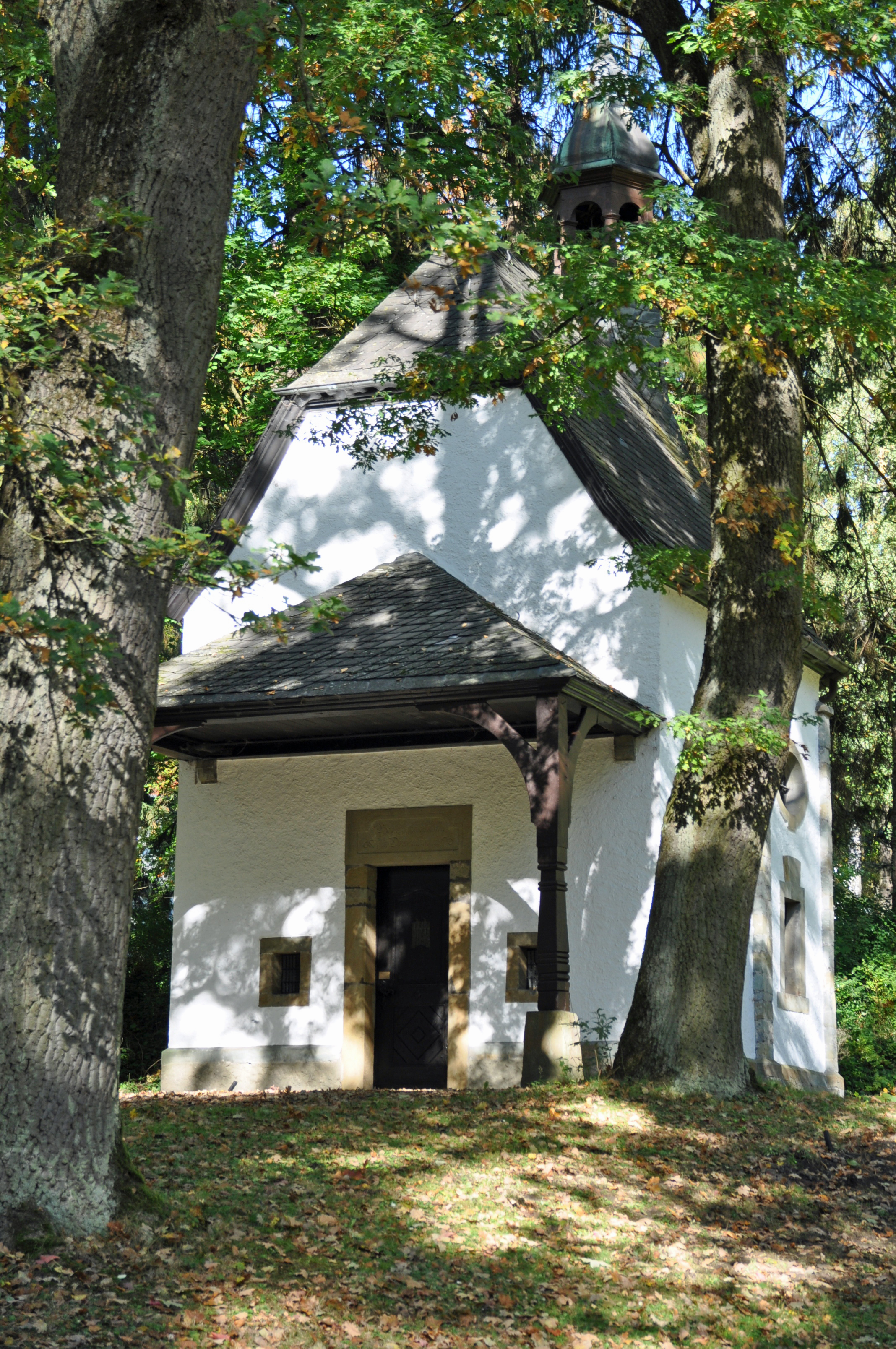
De Treise-kapel ter gedachtenis aan de in de nazi-tijd omgebrachte psychiatrische patiënten
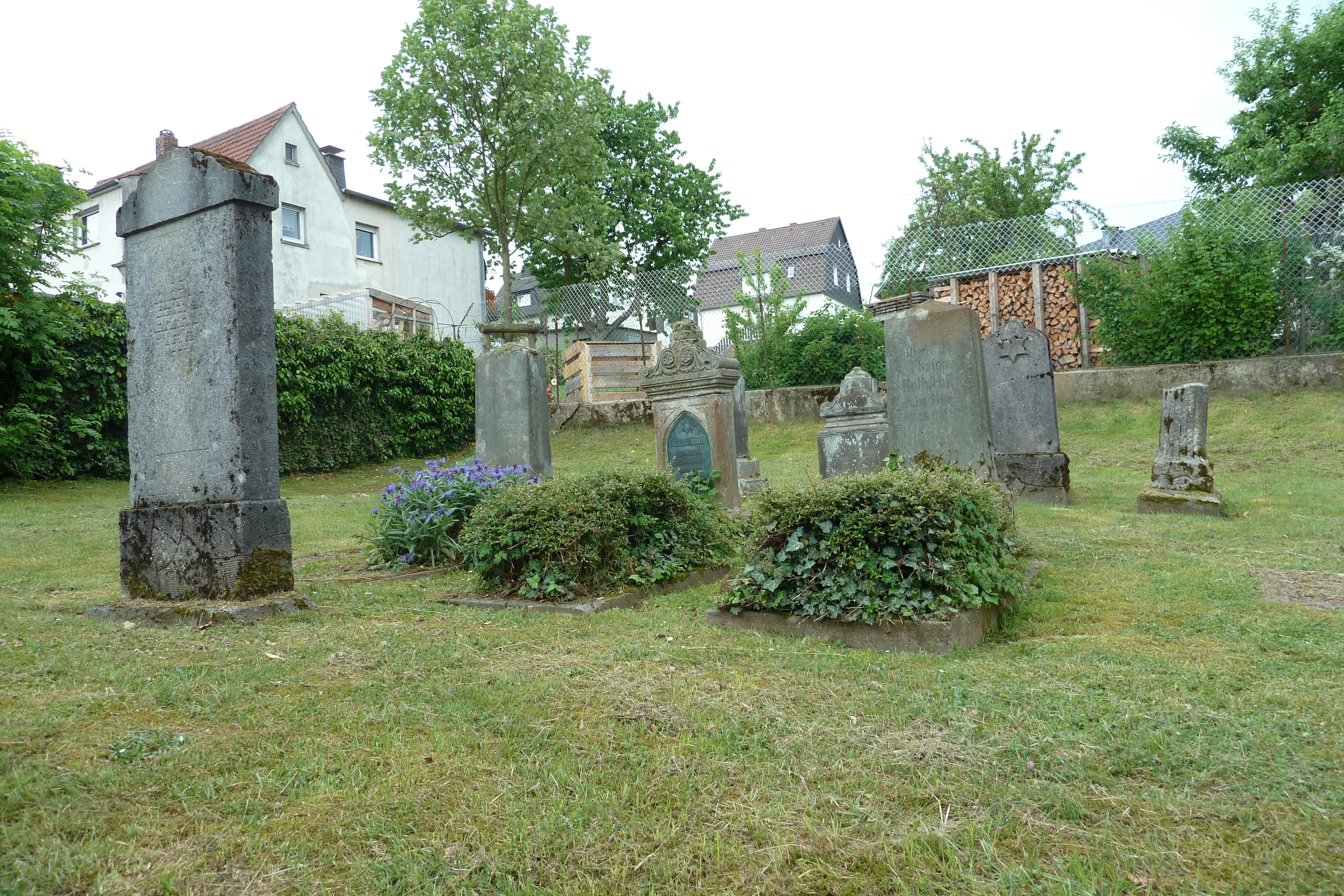
Joodse begraafplaats

## Economie
De stad is vooral bekend door het aldaar gebrouwen Warsteiner Bier. Voor de  grote brouwerij, die 2 à 3 km ten zuiden van het centrum ligt, is het al bestaande goederenspoorlijntje speciaal enige kilometers doorgetrokken.
Aan de oostzijde van Warstein, tussen het spoor en het stadsdeel Suttrop, staat sinds 1911 een zeer grote psychiatrische instelling, waar voor de Tweede Wereldoorlog ook tbc-patiënten werden verpleegd. Hier worden o.a. patiënten  behandeld die aan verslavingen lijden. De instelling beschikt in een voormalige kerk op het terrein over een psychiatrie-museum. De instelling was in de tijd van Adolf Hitlers Derde Rijk berucht, omdat er 675 patiënten onder dwang sterilisatie moesten ondergaan en 1576 mensen uit deze inrichting na transport naar  Euthanasiecentrum Hadamar door het nazi-euthanasie-programma om het leven kwamen. Om deze slachtoffers te gedenken, is op het instellingsterrein een monument de Treise-Kapelle, gebouwd.
O.a. vanwege de mooie omgeving en de bij stadsdeel Hirschberg beschreven  grot, de Bilsteiner Höhle is ook het toerisme van belang.
Op diverse locaties rond de stad zijn steengroeven in bedrijf. De hier gewonnen kalksteen wordt vooral als grondstof voor cement gebruikt.

## Bezienswaardigheden
- De Alte Kirche, gewijd aan de heilige Pancratius, dateert uit 1237 en is rond 1700 in barokstijl voorzien van een nieuw interieur.
- Ook de in 1857 gereedgekomen nieuwe Pankratius-Kirche aan de markt is een monumentaal voorbeeld van Duitse neogotiek. De kerk beschikt over een carillon.
- De  omgeving en de tot 580 m hoge heuvels van het Sauerland lenen zich voor wandel-, mountainbike- en fietstochten. Op bijna 6 km ten zuiden van de stad staat op een 580 m hoge heuveltop een markante, bijna 35 m hoge, in 2007 gebouwde en naar een sponsorend waterbedrijf genoemde uitzichttoren, de Lörmecke-Turm.
- De Bilsteiner Höhle, 4 km ten westen van Warstein, zie stadsdeel Hirschberg.
- De brouwerij van het Warsteiner-bier kan bezichtigd worden.
- Museum Haus Kupferhammer, gevestigd in een aan de Bundesstraße 55 gelegen, 18e-eeuws kasteelachtige fabrikantenvilla, is het stadsmuseum van Warstein. Het bevat o.a. een gereconstrueerd skelet van een in de Bilsteinhöhle gevonden holenbeer. Verder is de collectie mineralen belangrijk.
- Het psychiatriemuseum, zie hierboven.
- In Sichtigvor staat een gereconstrueerde ambachtelijke smidse, waar demonstraties worden gegeven van het op 17e- en 18e-eeuwse wijze smeden van kettingen.

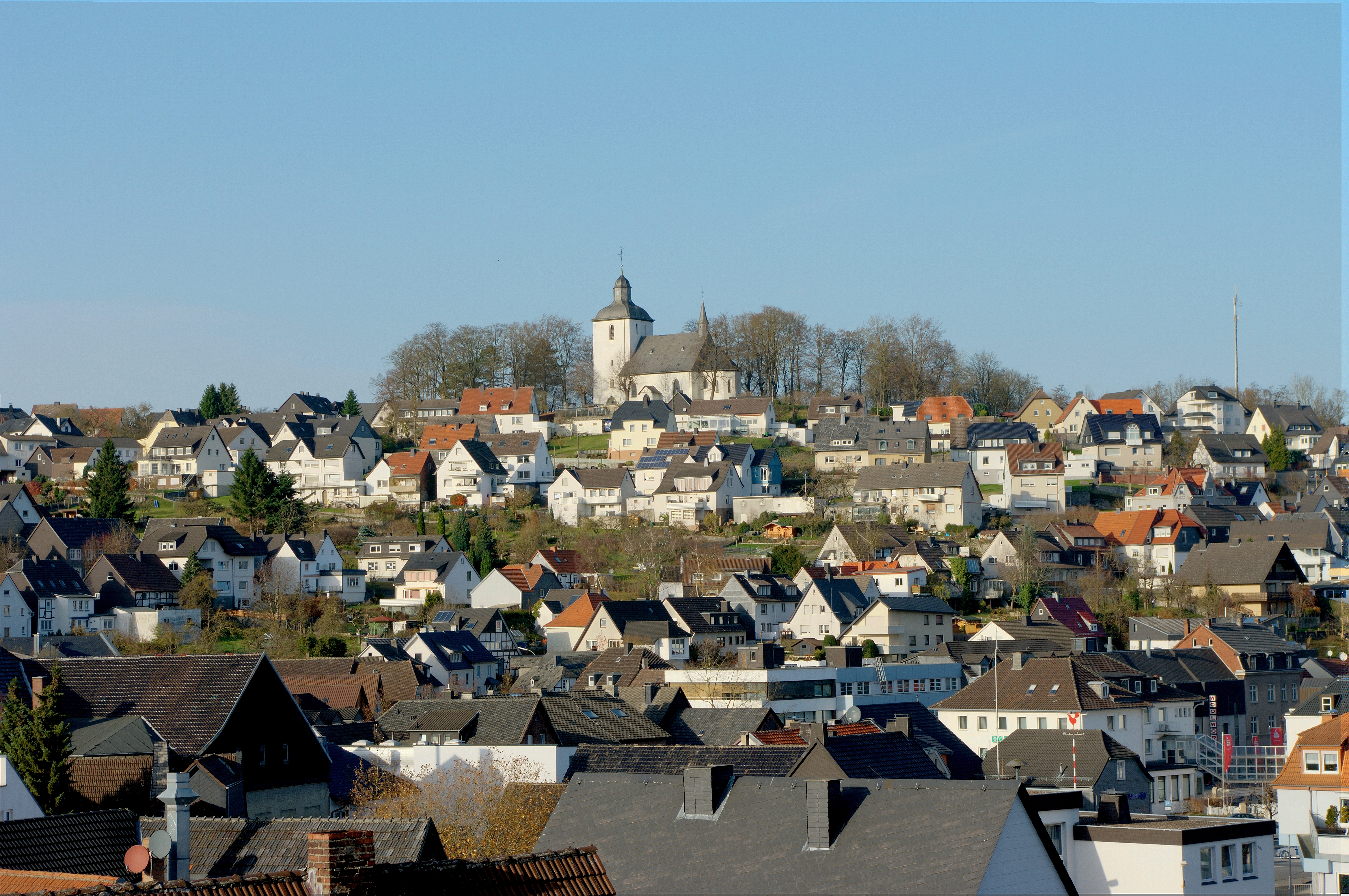
De Stadtberg met de Oude Kerk
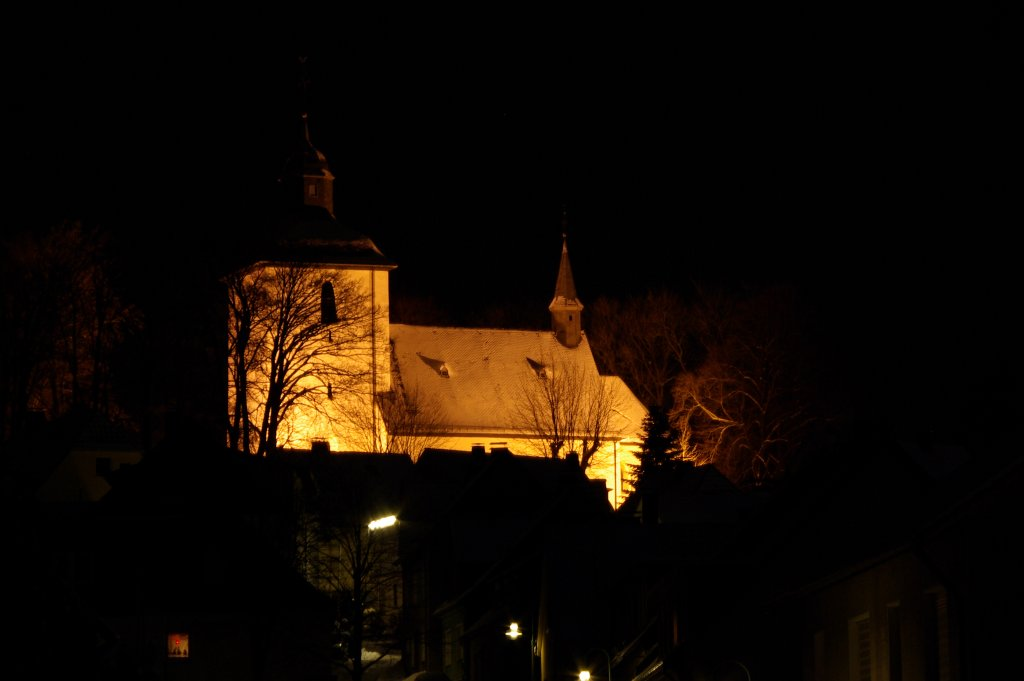
De „Alte Kirche“  (Oude Kerk) in een winternacht
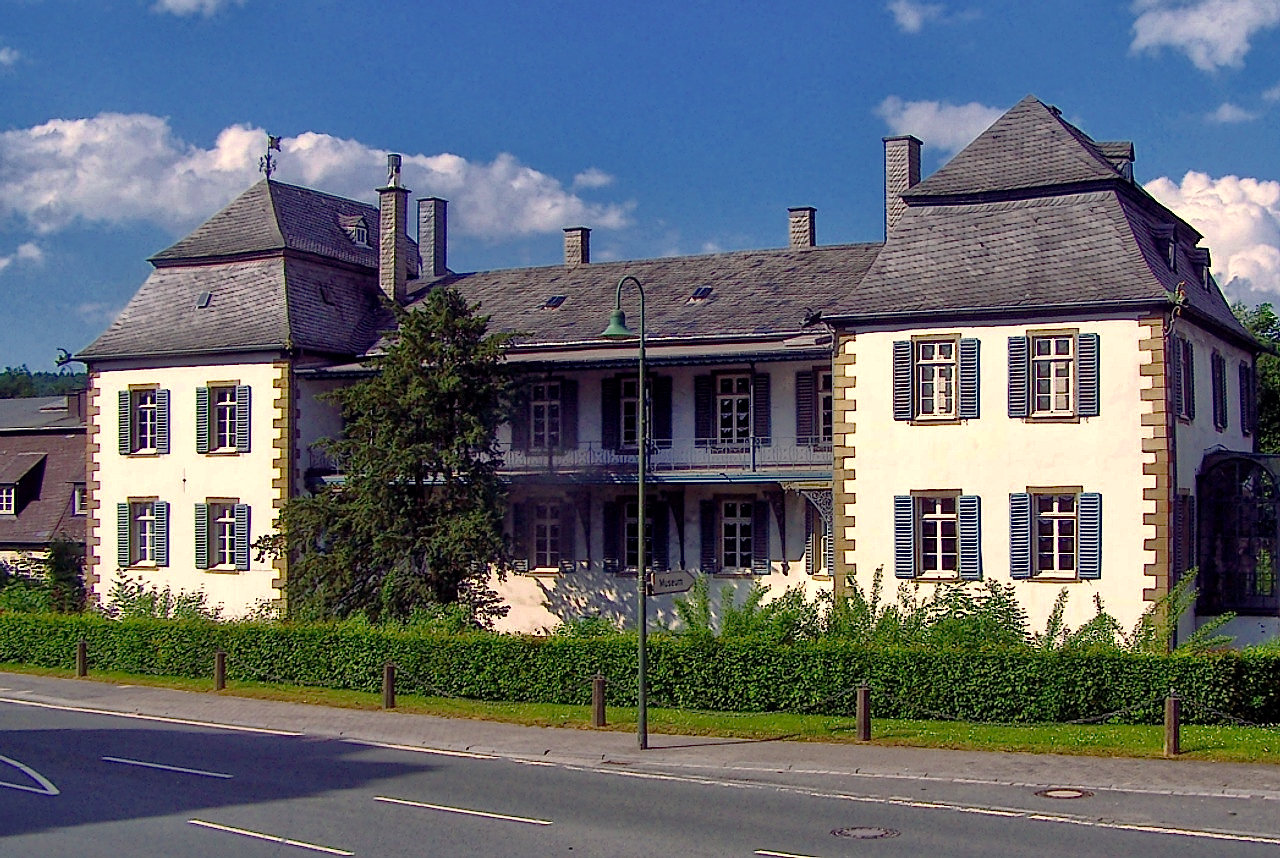
Villa Haus Kupferhammer, nu museum
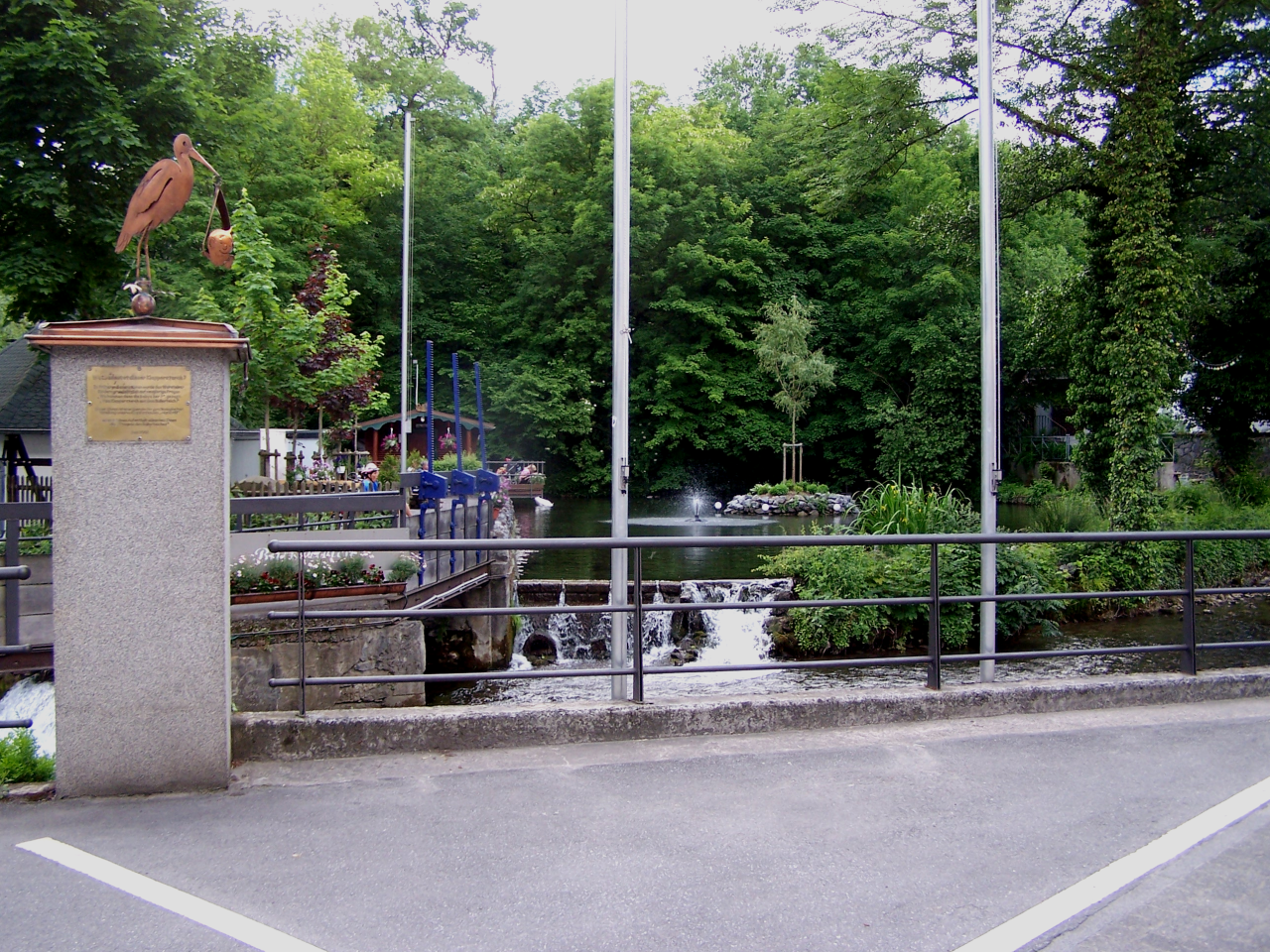
De Bullerteich in het parkje bij het politiebureau in de stad
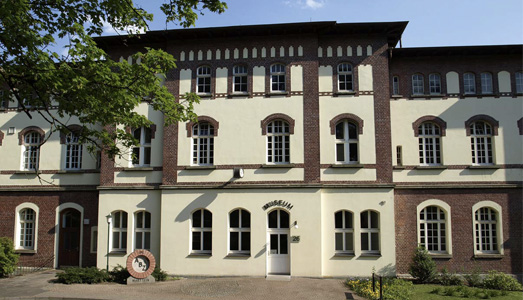
Psychiatriemuseum
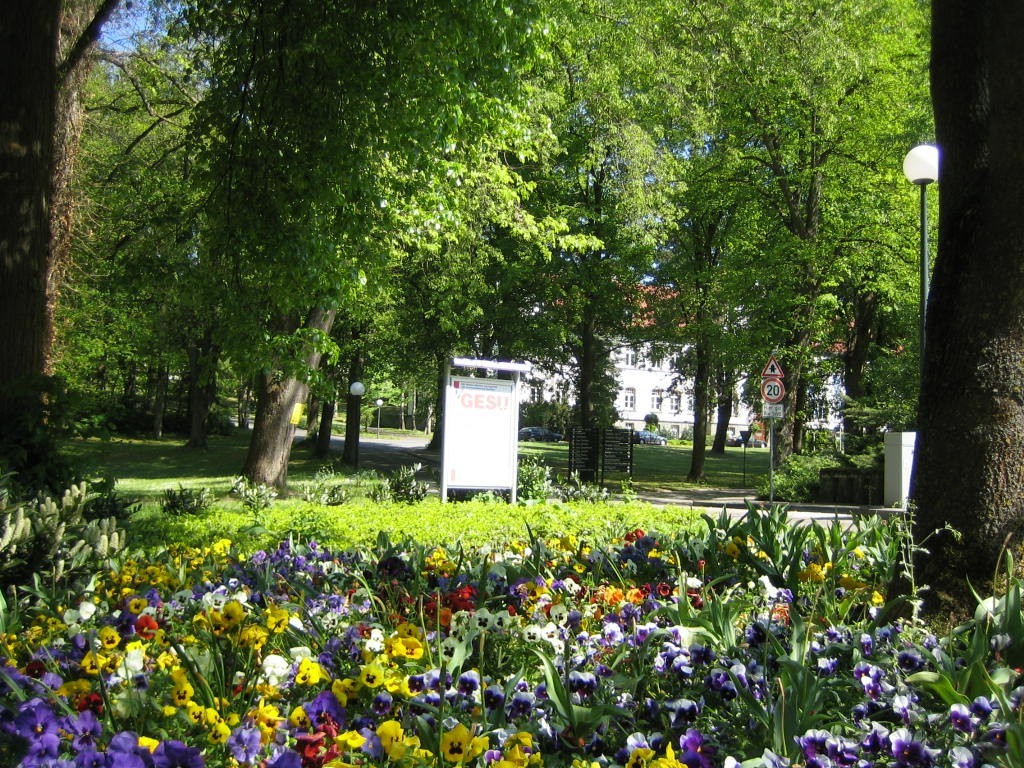
Park van de LWL-psychiatrische instelling
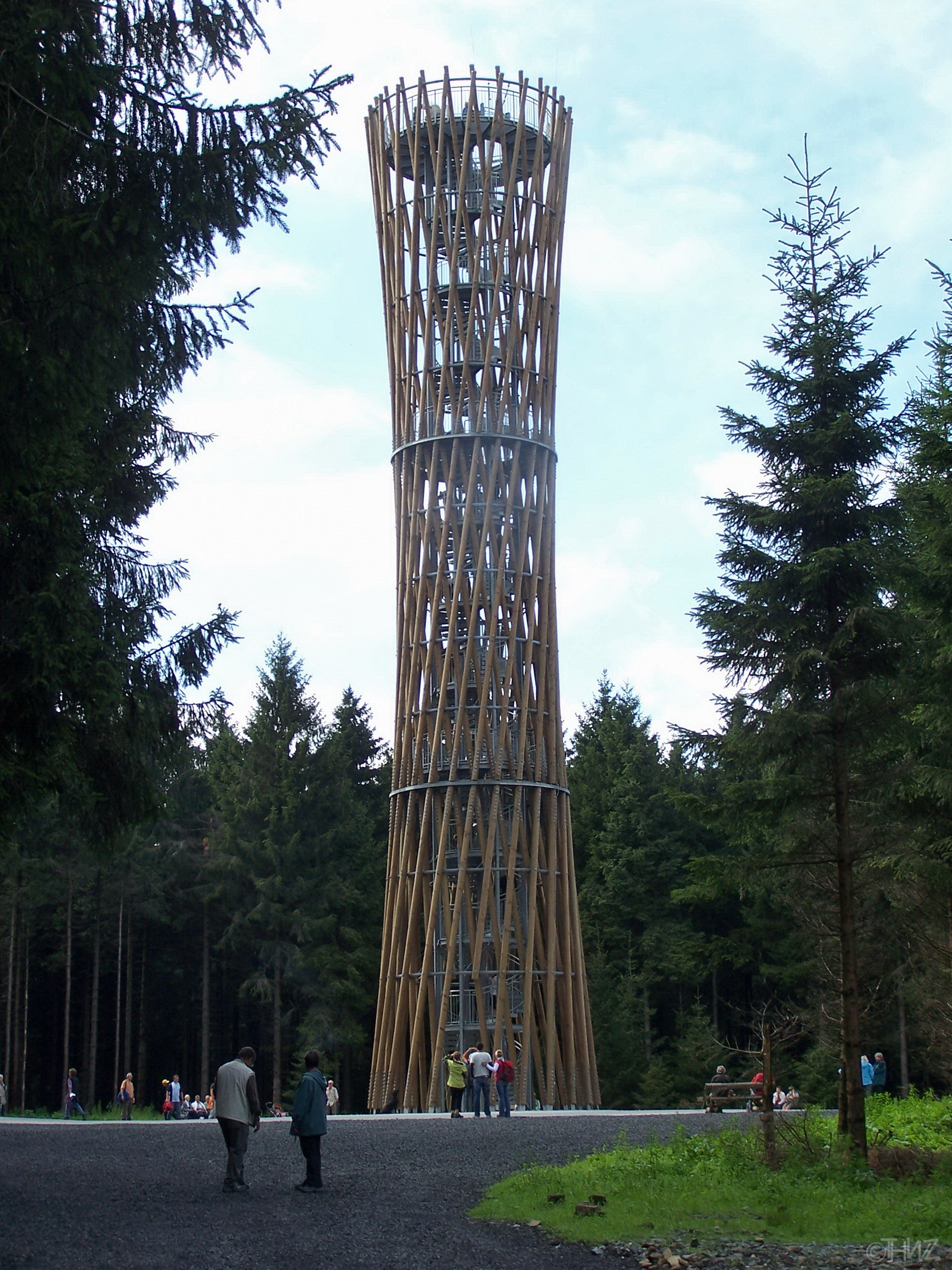
De Lörmecketurm
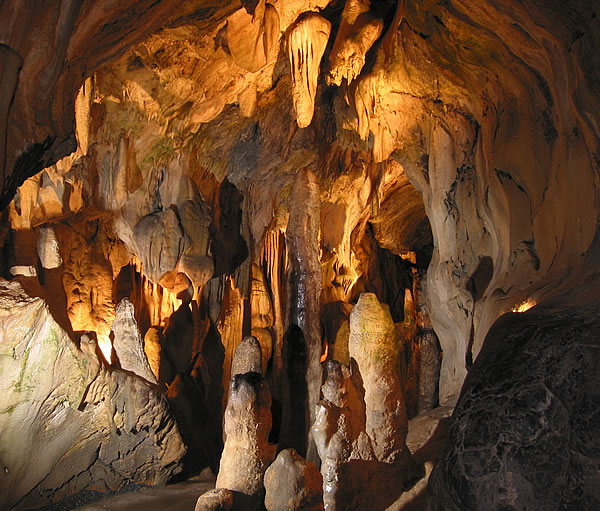
In de Bilsteinhöhle, zgn. Zestig-Reuzen-hal

## Evenementen
- Warsteiner Internationale Montgolfiade, met luchtballonnen
- Warsteiner Herbst

## Geboren in Warstein
- Hans-Josef Becker (1948), geestelijke en aartsbisschop van de Rooms-Katholieke Kerk; geboren in Ortsteil Belecke, Erzbischof van Paderborn;
- Jan-Lennard Struff (1990), tennisser

Anröchte · Bad Sassendorf · Ense · Erwitte · Geseke · Lippetal · Lippstadt · Möhnesee · Rüthen · Soest · Warstein · Welver · Werl · Wickede
Allagen · Belecke · Hirschberg · Mülheim · Niederbergheim · Sichtigvor · Suttrop · Waldhausen · Warstein